# NGC 6119
NGC 6119 este o galaxie spirală situată în constelația Coroana Boreală. A fost descoperită în 27 aprilie 1827 de către John Herschel.